# Mitchell Creek
Mitchell „Mitch” Creek (ur. 27 kwietnia 1992 w Horsham) – australijski koszykarz, występujący na pozycjach rzucającego obrońcy lub niskiego skrzydłowego, reprezentant kraju, aktualnie zawodnik South East Melbourne Phoenix.
W 2017 reprezentował Utah Jazz, podczas rozgrywek letniej ligi NBA, natomiast rok później Dallas Mavericks.
4 lutego 2019 podpisał 10-dniową umowę z Brooklyn Nets. 3 dni później opuścił klub, dołączając ponownie do Long Island Nets. 30 marca 2019 zawarł 10-dniową umowę z Minnesotą Timberwolves.

## Osiągnięcia
Stan na 27 stycznia 2019, na podstawie, o ile nie zaznaczono inaczej.
Drużynowe
- Wicemistrz Australii (2014, 2018)
- Mistrz:
  - australijskiej Premier League (2016 – półzawodowa liga Południowej Australii)
  - Australii U–20 (2010, 2011)

Indywidualne
- MVP:
  - sezonu australijskiej Premier League (2016)
  - finałów australijskiej Premier League (2016)
  - mistrzostw Australii U–20 (2011 – Bob Staunton Award)
- Obrońca roku Premier League (2016)
- Zaliczony do:
  - I składu Premier League (2016)
  - II składu NBL (2018)

Reprezentacja
- Mistrz:
  - Azji (2017)
  - turnieju o Puchar Alberta Schweitzera (2010)
- Uczestnik:
  - azjatyckich kwalifikacji do mistrzostw świata (2017)
  - uniwersjady (2015 – 10. miejsce)
  - mistrzostw świata U–19 (2011 – 6. miejsce)
- MVP Pucharu Alberta Schweitzera (2010)
- Zaliczony do I składu Pucharu Alberta Schweitzera (2010)